# Xã Preston, Quận Wayne, Pennsylvania
Xã Preston (tiếng Anh: Preston Township) là một xã thuộc quận Wayne, tiểu bang Pennsylvania, Hoa Kỳ. Năm 2010, dân số của xã này là 1.014 người.